# Кремский диалект ломбардского языка
Кремский диалект (кремаский, кремаско; Cremàsch, итал. cremasco) — диалект восточноломбардского наречия, употребляемый в северо-западной части провинции Кремона, прилегающей к городу Крема (район Кремаско). В остальной части провинции употребляется кремонский диалект западноломбардского наречия.
Близок бергамскому диалекту.